# Ro Laren
Ro Laren es un personaje ficticio de la serie Star Trek: la nueva generación, fue miembro de la Flota Estelar siendo primero alférez y más adelante teniente, interpretado por la actriz Michelle Forbes.

## Biografía ficticia del personaje
Ro Laren es una mujer bajorana que nació en el año 2340. Durante la ocupación cardasiana a su mundo natal pasó su infancia en un campo de concentración cardasiano donde a los 7 años fue obligada a ver como su padre era torturado hasta morir, por lo que decide escapar de esa región del espacio y se une a la Flota Estelar. Durante su permanencia en la Flota, Ro pasó por numerosas cortes marciales después de su desastrosa misión al planeta Garon II en donde ella desobedeció órdenes directas y a consecuencia de esto, ocho miembros de la USS Wellington resultaron muertos. Después de estos acontecimientos es encarcelada en Jaros II, hasta que hizo su descargo en 2368 ante el almirante Kennelly.
Fue liberada para participar como agente encubierta a bordo del USS Enterprise D, con la intención de aprehender a unos terroristas bajoranos que se creía atacaban algunos intereses de la Federación Unida de Planetas. Sin embargo Ro, que es muy inteligente, se dio cuenta de que estos ataques tenían un origen cardasiano y que el almirante Kennelly era agente de los cardasianos, lo cual le ganó el favor de muchos, por lo que es convencida de que se quede en el Enterprise D como un miembro de la tripulación. Ante esta situación, varios miembros del Enterprise la ven de mal modo, debido al pasado de joven rebelde.
Cerca del año 2370, acepta entrar a la Escuela de Tácticas Avanzadas de la Flota Estelar, con la recomendación del capitán Jean-Luc Picard. Después de haberse graduado con todos los honores es promovida al rango de teniente de Primera Clase y regresa al Enterprise D.
Picard la reasigna y la envía a la Zona Desmilitarizada en la frontera cardasiana por órdenes de la almirante Nechayev y en desarrollo de esta misión se ofrece voluntariamente para infiltrarse en una célula maqui, usando su pasado como oficial rebelde de la Flota y convenciendo a todos de su papel por su sinceridad, pero el estar mucho tiempo con los maquis le acarrea varios conflictos morales y sentimentales, terminando al final simpatizando con la causa de los rebeldes, uniéndose definitivamente a ellos y abandonando así la Flota Estelar.

## Participación en la serie
En el episodio 14 de la quinta temporada llamado "Enigma", fecha estelar 4549.4, Ro y el comandante William Riker compartieron un cálido romance cuando ambos pierden la memoria bajo la influencia de la Probe Satarran y lo irónico del caso es que ellos siempre discutían.
En el episodio 24 de la quinta temporada llamado "Fuera de fase", Ro y Geordi La Forge son dados por muertos después de un mal funcionamiento del transportador cuando regresaban de las operaciones de rescate en una nave romulana. Al recuperar la consciencia, descubren que son invisibles e intangibles a todo el mundo, solo se perciben el uno al otro. En un primer momento, Ro cree que están muertos, convertidos a una existencia fantasmal, que despierta una serie de creencias espirituales bajoranas, que ella pensaba haber abandonado años antes. Ro y La Forge pronto descubren que el accidente, así como el daño a la nave romulana, es el resultado de una prueba de armas, y que los romulanos están llevando a cabo un acto sutil de sabotaje que va a destruir el Enterprise D. Ro y La Forge encuentran una manera de alertar a la tripulación y volver a la normalidad, advirtiendo a Picard y evitando el desastre.
En el episodio 7 de la sexta temporada llamado "Pícaros", Ro, Picard, Guinan, y Keiko O'Brien se transforman en versiones adolescentes de sí mismos, mientras que conservan su conciencia de adultos. Sin embargo Ro no se siente bien en esta condición por haber tenido una infancia difícil, con la ayuda de Guinan puede comprender que este accidente le otorgó la posibilidad de ser una niña otra vez aunque de manera temporal, por lo que decide disfrutar de su nueva niñez.
En su episodio final, el 24 de la séptima temporada (antepenúltimo) titulado "Ataque preventivo", la recién ascendida teniente Ro es asignada por la Flota Estelar para infiltrarse en los rebeldes maquis, que están socavando el tratado entre la Federación y Cardasia. Durante la misión se encuentra con sus lealtades en conflicto con sus deberes, y se coloca a favor de la difícil situación de los maquis. A pesar de los esfuerzos de Picard para obligarla a cumplir con su deber, esta finalmente traiciona a la Flota Estelar y se une al grupo rebelde. Riker dice que está bastante seguro de que ella estaba haciendo lo correcto. Después de unirse a los maquis el destino de Ro no se conoce a ciencia cierta. Hasta el capítulo 5 de la temporada 3 de Star Trek Picard.

## Curiosidades
Como es costumbre entre el pueblo bajorano el segundo nombre es en realidad el nombre de pila, por eso Ro es el apellido y Laren el nombre (en nuestra cultura sería Laren Ro).